# Machairodus
Il macairodo (gen. Machairodus) è un mammifero carnivoro estinto, appartenente ai felidi. Visse tra il Miocene superiore e il Pleistocene e i suoi resti sono stati ritrovati in Europa, in Asia, in Africa e in Nordamerica. Questo genere dà il nome alla sottofamiglia dei macairodontini (Machairodontinae), le famose tigri dai denti a sciabola.

## Un predatore dalle lunghe zanne
Le dimensioni del macairodo erano variabili a seconda delle specie, ed erano comprese tra quelle di un grosso leopardo e quelle di un leone. La caratteristica più saliente di questo animale era data dall'estremo allungamento dei canini superiori, che andavano a formare delle vere e proprie zanne. Il cranio di Machairodus, se rapportato a quello delle attuali pantere, era molto più stretto, e le orbite erano più piccole in proporzione. I canini superiori, oltre che essere allungatissimi, erano sottili e appiattiti lateralmente ma allargati in senso anteroposteriore, e ciò li rendeva simili alla lama di un coltello. Sia il margine anteriore che quello posteriore dei canini era seghettato, soprattutto negli esemplari giovani; la seghettatura andava a perdersi mano a mano che l'animale cresceva, e dopo pochi anni era pressoché scomparsa.

## Scoperta e classificazione

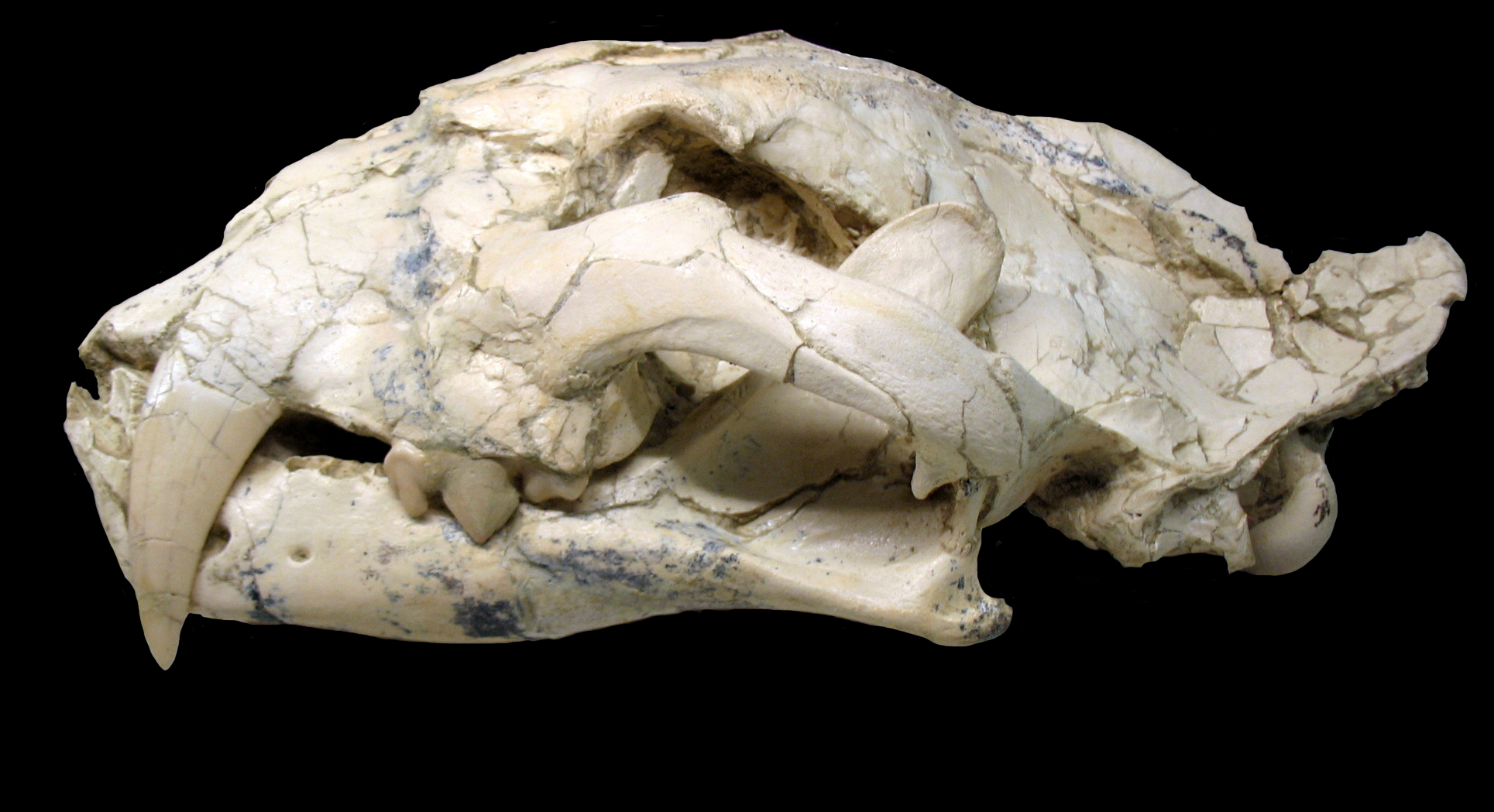
Cranio femminile di Machairodus aphanistus proveniente dal sito di Batallones in Spagna

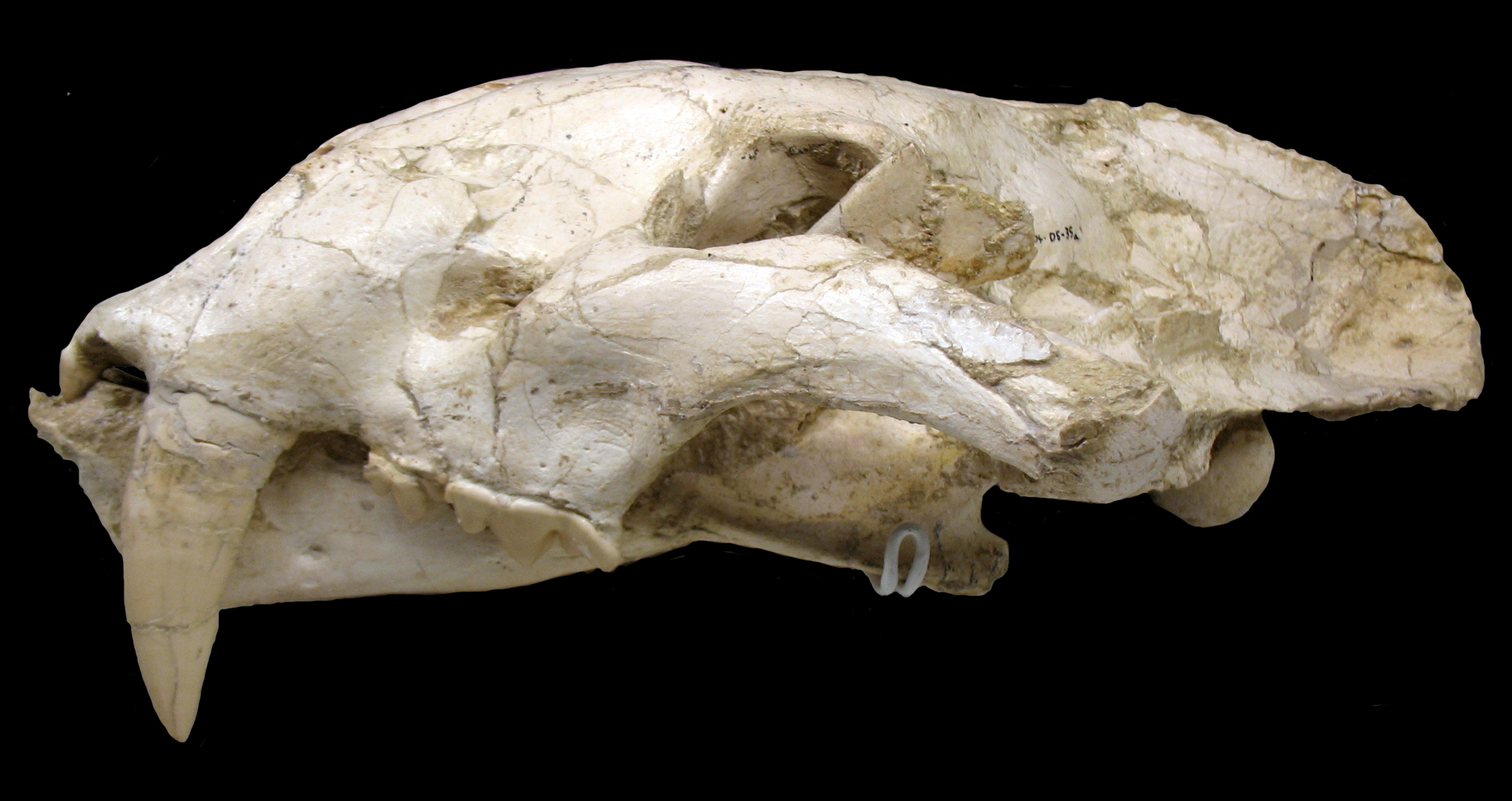
Cranio maschile di Machairodus aphanistus proveniente dal sito di Batallones in Spagna

Il genere Machairodus venne descritto per la prima volta nel 1833 dal naturalista tedesco Johann Jakob Kaup. Resti fossili di Machairodus erano noti almeno dal 1824, ma Georges Cuvier ritenne che quei resti appartenessero a un orso che venne denominato "Ursus cultridens", basato però su numerosi fossili di denti provenienti da diversi paesi, specie e periodi geologici. Tuttavia Kaup riconobbe che i denti appartenevano in realtà a felidi e li riclassificò in un nuovo genere, Machairodus appunto. Il nome presto venne accettato dalla comunità scientifica e prima della fine del Diciannovesimo Secolo molte specie di felidi o feliformi (come i nimravidi) vennero ascritte al genere Machairodus; ciò condusse a considerare Machairodus come una sorta di "cestino dei rifiuti". Solo la scoperta di scheletri più completi e nuovi studi effettuati sui resti fossili già noti permise di riattribuire, nel corso degli anni, le numerose specie a vari generi di feliformi e felidi, quali Sansanosmilus, Megantereon, Paramachaerodus, Amphimachairodus, Nimravides e Homotherium. 
Per gran parte del Ventesimo Secolo, tuttavia, il genere Machairodus venne suddiviso in due gradi evolutivi nettamente distinti: le specie più primitive, come Machairodus aphanistus (più piccole e meno specializzate), e le specie più derivate, come Machairodus giganteus, di grandi dimensioni e dotate di caratteristiche specializzate (l'allungamento delle zampe anteriori e l'accorciamento della regione lombare come nei moderni panterini). Successive ricerche hanno indicato che queste ultime forme potrebbero rappresentare un genere a sé stante, Amphimachairodus, più vicino a Homotherium. 
La specie tipo è considerata Machairodus aphanistus, nota per numerosi fossili incompleti ritrovati in numerosi giacimenti del Miocene superiore europeo; un'altra specie più piccola e arcaica, M. alberdiae, è stata ritrovata solo nel giacimento di Fuentidueña in Spagna, nel quale sono stati ritrovati anche fossili della specie tipo. Altre specie sono note in Asia e in Africa. In Nordamerica è conosciuta M. catacopis, a volte attribuita al genere Nimravides.

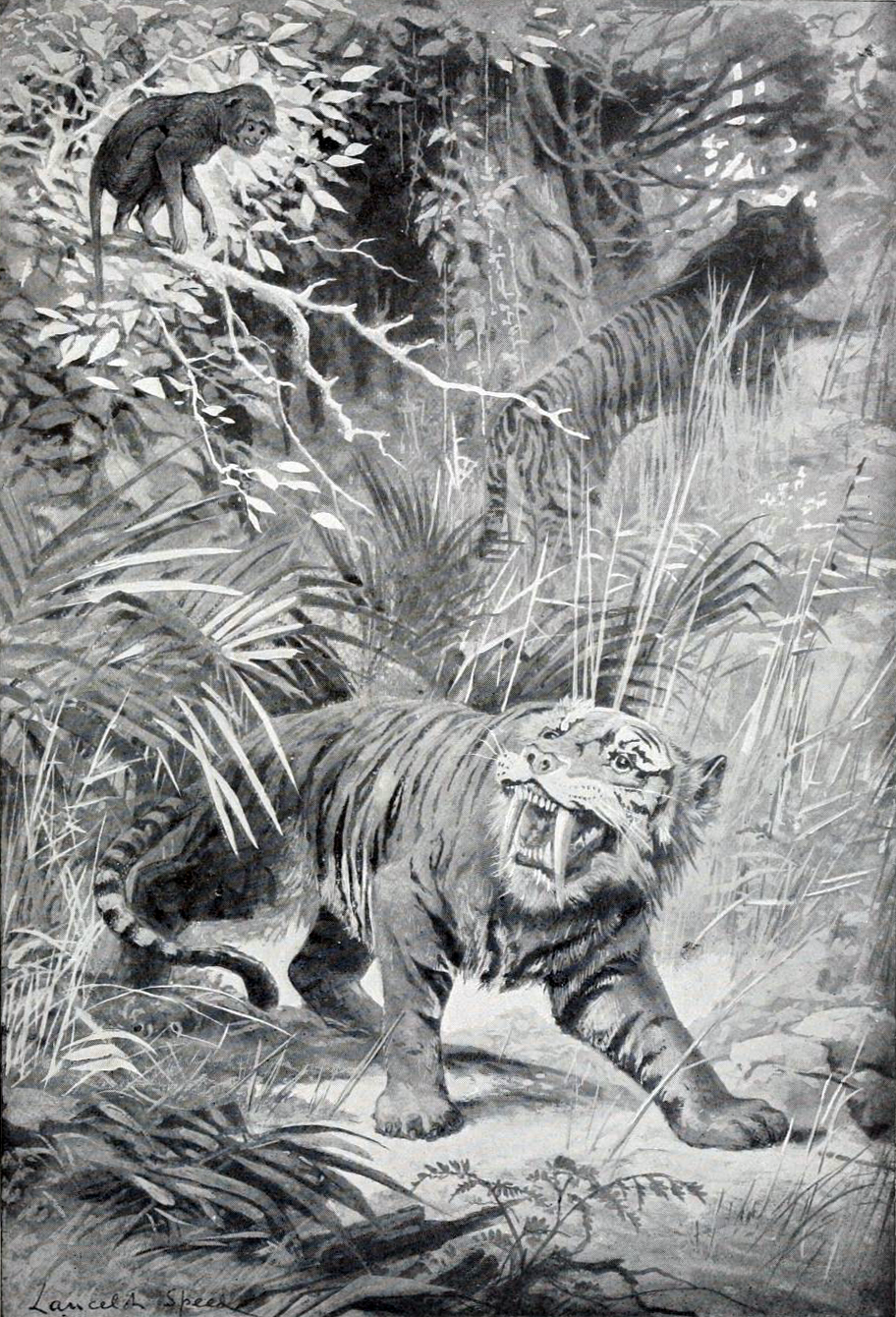
Ricostruzione obsoleta di Lancelot Speed del 1905 rappresentante Machairodus con un manto da tigre.

## Paleoecologia
Machairodus era lungo circa due metri (esclusa la coda) e probabilmente era un predatore d'agguato. Le zampe erano troppo corte per sostenere una lunga caccia, ma erano molto potenti; si suppone che questo animale fosse un buon saltatore e che balzasse sulle prede per poi squarciare la loro gola con i lunghi canini. I denti erano dotati di lunghe radici e non erano molto fragili, al contrario di quelli di altre tigri dai denti a sciabola, i cui canini più lunghi spuntavano al di fuori delle fauci quando queste erano chiuse. Le zanne di Machairodus, tuttavia, si accomodavano meglio nelle fauci anche se erano lunghe ed erano efficaci nella caccia (Legendre e Roth, 1988).

## Nella cultura di massa
Una ricostruzione di macairodo è presente nel Parco della Preistoria di Rivolta d'Adda, mentre attacca un platibelodonte, un antico mammifero proboscidato.
Appare nel film Alpha - Un'amicizia forte come la vita.
È presente nel videogioco Ancestors:The Humankind Odissey